# 3580 Avery
3580 Avery је астероид главног астероидног појаса чија средња удаљеност од Сунца износи 2,861 астрономских јединица (АЈ).
Апсолутна магнитуда астероида је 12,4.